# Ludwig Wilhelm Cramer

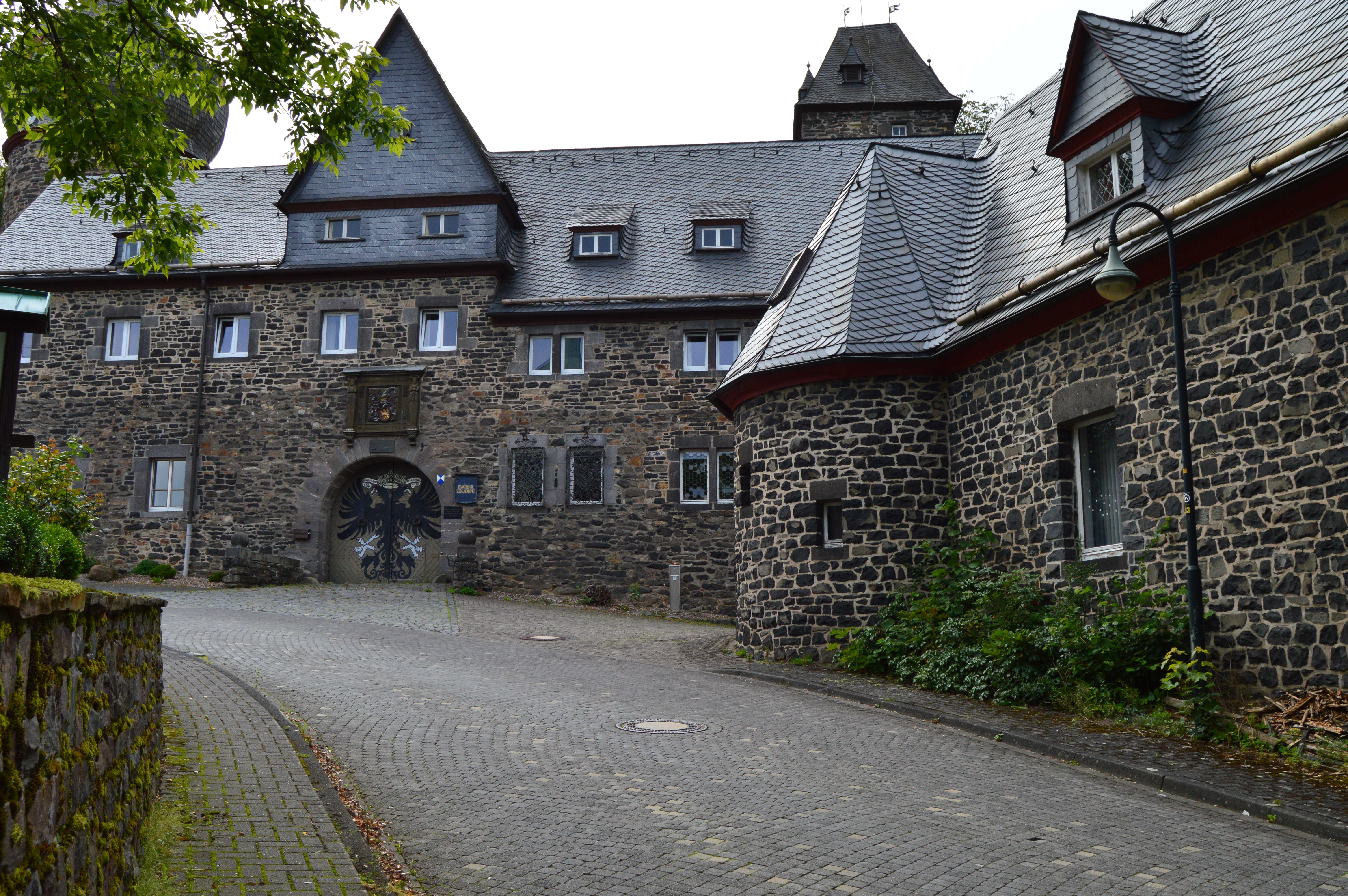
Schloss Friedewald

Christoph Ludwig Wilhelm Cramer (* 9. Oktober 1755 in Friedewald; † 28. Mai 1832 in Wetzlar) war ein deutscher Bergbeamter und Mineraliensammler.

## Leben
Ludwig Wilhelm Cramer wurde als Sohn des Amtsaktuars Christoph Friedrich Wilhelm Cramer (1722–1762) und dessen Ehefrau Esther Sophie, geborene Billing (1729–1792), auf Schloss Friedewald geboren. Er besuchte zunächst die Lateinschule in Altenkirchen, von 1770 bis 1772 das Gymnasium in Weilburg und studierte anschließend von 1772 bis 1775 Jura und Naturwissenschaften an der Friedrichs-Universität Halle und der Kurfürstlich-Sächsischen Bergakademie zu Freiberg.
Nach seinem Studium wurde er zunächst Advokat in Friedewald, 1781 Gräflich-Sayn-Altenkirchener Bergrat und Verwalter des Bergamts Altenkirchen und in der Folge Königlich-Preußischer Bergrat in der Grafschaft Sayn-Altenkirchen.
Im Jahr 1803 wechselte er nach Wiesbaden, wo er als Herzoglich-Nassauischer Oberbergrat bis 1815 allen Nassau-Usingischen Hütten und Hämmern vorstand. Ludwig Wilhelm Cramer wirkte zuletzt von 1816 bis zu seiner Pensionierung im Jahr 1821 als Hofgerichtsrat in Dillenburg.
Mit einer Unterbrechung von 1828 bis 1831, wo er in Marburg wohnte, war er zuletzt von 1822 bis zu seinem Tod in Wetzlar wohnhaft.
Ludwig Wilhelm Cramer war gut mit Johann Wolfgang von Goethe bekannt, für den er die auf Vorschlag des Pfarrers Heinrich Adolf Achenbach (1765–1819) und des Bergmeisters Johann Daniel Engels (1761–1828) durch Johann Georg Lenz nach einem Mineral aus dem Siegerland erfolgte Benennung des Minerals Goethit vermittelte.
Bei Goethes Aufenthalten in Wiesbaden traf er sich immer wieder mit ihm zu intensiven geologisch-mineralogischen Gesprächen in seiner Wohnung in der unteren Marktstraße, unweit von Goethes Hotel in der Langgasse. Seine Mineralien-Sammlung wurde von Goethe hochgeschätzt. Im Jahr 1815 begleitete er den Dichter auf dessen mineralogischer Reise im Lahngebiet.
Er wurde 1798 Ehrenmitglied und 1804 auswärtiger Assessor der Großherzoglichen Societät für die gesammte Mineralogie zu Jena, 1799 Ehrenmitglied der Gesellschaft Naturforschender Freunde zu Berlin sowie der von Christian Friedrich Meyer gegründeten Gesellschaft Naturforschender Freunde Westphalens, 1809 Mitglied der Wetterauischen Gesellschaft für die gesammte Naturkunde zu Hanau, 1817 Mitglied der Gesellschaft zur Beförderung der gesammten Naturwissenschaften zu Marburg sowie der Gesellschaft zur Beförderung nützlicher Künste und deren Hülfswissenschaften zu Frankfurt, 1819 Mitglied der Niederrheinischen Gesellschaft für Natur- und Heilkunde zu Bonn und 1820 Mitglied der Senckenbergischen Naturforschenden Gesellschaft.

## Schriften
- Vollständige Nachricht von dem Hollerter Zuge, einem wichtigen Eisensteinwerke. Craz, Freyberg/Annaberg 1793. (books.google.de, Digitalisat)
- Vollständige Beschreibung des Berg-, Hütten- und Hammerwesens. Hermann, Frankfurt am Mayn 1805. (reader.digitale-sammlungen.de, Digitalisat)
- Geognostische Fragmente von Dillenburg und der umliegenden Gegend. Heyer, Giessen 1827. (reader.digitale-sammlungen.de, Digitalisat)